# 梁大均
梁大均（1914年—1999年6月26日），曾用名梁光富、梁幼青、梁志城男，宁夏青铜峡人，中华人民共和国政治人物，曾任甘肃省农业委员会副主任，甘肃省人民政府顾问，甘肃省政协副主席。